# Minerbe
Minerbe är en ort och kommun i provinsen Verona i regionen Veneto i Italien. Kommunen hade 4 617 invånare (2018).